# Vladek Lacina
Vladek Lacina (* 25. června 1949, Praha) je český veslař, reprezentant Československa, olympionik, který získal bronzovou medaili z Olympijských her. V Montrealu 1976 získal bronzovou medaili v párové čtyřce.

## Účast na LOH
- LOH 1972 – 6. místo
- LOH 1976 – 3. místo
- LOH 1980 – 4. místo